# Любомир Вулович
Любомир (Люба) Вулович (на сръбски: Љубомир Вуловић или Ljubomir Vulović) е сръбски офицер и революционер, войвода на чета на сръбската въоръжена пропаганда, действала в Северна Македония.

## Биография
Люба Вулович е роден на 6 януари 1876 година в Крагуевацкото село Вукосавци, Сърбия. Завършва основно образование, а след това учи в техническото военно артилерийско училище в Крагуевац. Приет е във Военната академия в Белград, която завършва през 1898 година с чин лейтенант, завършва също курс към Генералния щаб на сръбската армия. Сближава се с Драгутин Димитриевич – Апис, който го включва в заговора за организирането на Майския преврат от 1903 година срещу сръбския крал Александър Обренович. На Любомир Вулович е поставена цел да обезоръжи и плени полковник Димитри Николич, командващ Дунавската дивизия, в която служи и самият Вулович. Николич успява да избяга, но скоро след това е убит от превратаджиите.
През 1905 година Любомир Вулович се включва в сръбската въоръжена пропаганда в Македония, като действа заедно с Войн Попович и Воислав Танкосич, а през 1906 година е определен за ръководител на четническия комитет във Враня. През 1907 година става началник и на полицията във Враня, център на Моравската дивизионна област, а през 1909 година адютант на командира на граничните войски подполковник Антоние Милошевич в Прокупле. През 1911 година е назначен за командир на граничните войски със седалище в Куршумлия, където се сприятелява с Велко Рамаданович, педагог, филантроп и обществен деец, и имат общи действия по отношение на сръбската пропаганда в Косово.
Люба Вулович участва в Балканската война, а след превземането на Призрен е назначен за комендант на града. След навлизането на сръбската армия в Македония, Люба Вулович отива през март 1913 година в Крива паланка и вечерта извиква в една турска къща българските учители, някои видни граждани и архиерейския наместник Григор Алексиев и с пистолет в ръка ги заплашва със смърт, ако не се обяват за сърби. Вследствие на тези заплахи голяма част от интелигенцията бяга в България в началото на април 1913 година. До края на войната Вулович е повишен в чин майор, а през лятото на 1913 година е назначен за началник на окръг Пащрик. Заедно с Драгутин Димитриевич – Апис ръководи организацията „Млада Босна“. В началото на Първата световна война участва в боевете на фронта срещу Австро-Унгария. През 1915 година, по време на изтеглянето на сръбските войски, се прехвърля на Корфу, като в началото на 1916 година вече се намира на Солунския фронт. Арестуван е по нареждане на регента Александър Караджорджевич, заради приятелството му с Драгутин Апис и разразилата се солунска афера, интерниран е в Бизерта, Тунис. В началото на 1917 година е върнат в Солун и на съдебен процес е доказано участието му в организацията Черна ръка, подготвяща убийството на сръбския Александър Караджорджевич. Издадена му е смъртна присъда, която е изпълнена на 13/26 януари в Солун.
След неговата смърт съпругата му е подпомагана парично Велко Рамаданович, до неговата смърт през 1943 година. През 1953 година при повторно гледане на делото Вулович и другите осъдени са оправдани и реабилитирани посмъртно.